# Галенц Арутюн Тиратурович
Арутю́н Тирату́рович Гале́нц (арм. Հարություն Կալենց) (Кале́нц, 1910, Кюрюн, Османська імперія — 1967, Ереван, Вірменська РСР) — вірменський живописець і графік.

## Біографія
Арутюн Хармандаян (Галенц) народився в місті Кюрюн Османської імперії в дворянській родині, що походила з міста Ані. Під час геноциду вірмен 1915 року Арутюн Галенц осиротів, і пройшовши страшний шлях, дістався до Алеппо, де в притулку і захопився малюванням. Художню освіту здобував у приватних майстернях, зокрема, у французького художника Клода Мішелье. У 1930—1946 рр. жив у Бейруті, створив там художню студію, став одним із творців Союзу живописців Лівану.
У червні 1946 року Арутюн Галенц з сім'єю, дружиною Арміне і старшим сином репатріювався в Радянську Вірменію. У 1949 році за звинуваченням у формалізмі і космополітизмі він три роки був виключений зі спілки художників. Мав персональні виставки в Москві і в Єревані.

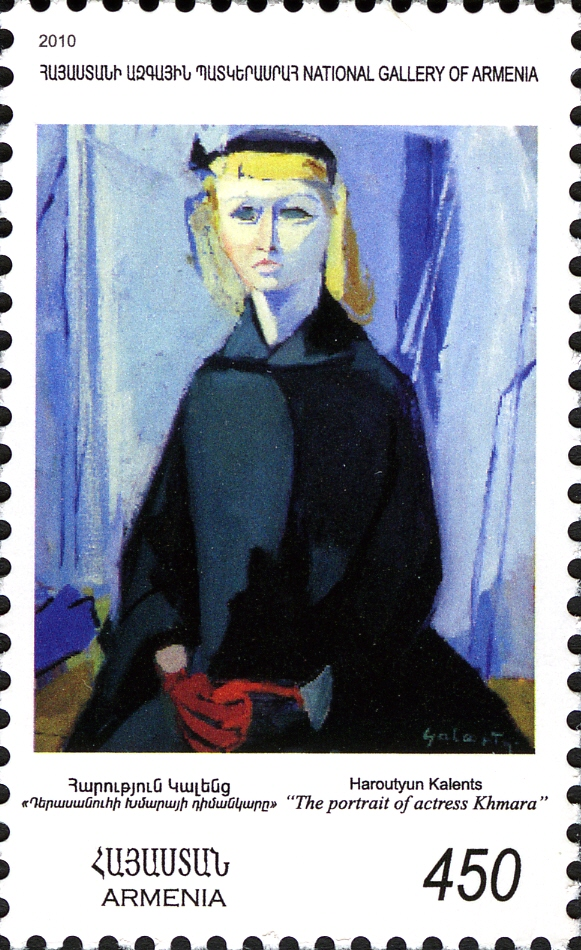
Портрет актриси Хмара, Національна картинна галерея Вірменії, Єреван. Марка Вірменії 2011 р. присвячується 100-річчю з дня народження Арутюна Тиратуровича Галенца.

У липні 1962 року в журналі "Радянське мистецтво" була опублікована стаття Іллі Еренбурга про Галенце. Олександр Гитович присвятив Галенцу вірш.
Галенц - один з героїв книги Андраніка Царукяна "Люди без дитинства..." (рос. пер. Булата Окуджави, 1964). «Галенц в собі носив страждання цілого покоління народу, який пережив 1915 рік, що вступив в життя далеко від батьківщини, не пізнавши радості дитинства...»,- писав Мартірос Сарьян.
В Єревані, на вулиці Галенца, 18, відкрито його музей.

## Головні твори
- «Автопортрет» (1958)
- «Натюрморт, квіти» (1962)
- «Та, що задумалася» (1961)
- «Осінь у єреванському ботанічному саду» (1965)
- «Портрет акад. Артема Аліханяна» (1960)
- «Куточок двору» (1966)
- «Портрет М. Плісецької».

## Нагороди
- Заслужений художник Вірм. РСР
- Державна премія Вірм. РСР (посмертно, 1967)

## Книги
- Нерсісян, Аліс Григорівна, Художник Арутюн Каленц: життя, творчість / Нац. акад. наук Республіки Вірменія, Ін-т мистецтв, Єреван, 2012
- Мкртчян, Левон Мкртичевич, Арутюн Галенц. Яким я його знав, Єреван : Наїрі, 2000
- Дивовижний Галенц: Статті. Спогади. Єреван : Айастан, 1969